# Thyraborg
Thyraborg (ogdå Thyreborg) var en dansk fæstning beliggende som ruinsted i det nordlige Tyskland, der indgik som et led i forsvarsværket Dannevirke i det dengang sydlige Jylland. Fæstningen menes at være bygget under Valdemar 1. den Store, da han forstærkede en del af Hovedvolden med en cirka 2,5 meter tyk teglstensmur, som kendes under navnet Valdemarsmuren. 
Borgen blev bygget kort tid efter opførelsen af Valdemarsmuren og blev muligvis anvendt som garnison for Dannevirkes besætning. Borgen var beliggende på nordsiden af Dannevirkes hovedvold og var på tre sider omgivet af den nu udtørrede Dannevirke Sø. Den var beliggende strategisk tæt ved Hærvejens port i Dannevirke (Kalegat). Fæstningen blev opkaldt efter Thyra Dannebod, som ifølge legenden er ansvarlig for bygningen af Dannevirke. Thyra Dannebod, som var mor til Harald Blåtand, optræder endnu i dag i mange sønderjyske eller sydslesvigske folkesagn omkring opførelsen af Dannevirket.
Stedet, hvor borgen har stået, kan endnu i dag ses få hundred meter øst for Danevirke Museum i landsbyen Dannevirke. 